# Sérgio Bianchi
Sérgio Luís Bianchi (Ponta Grossa, 25 de novembro de 1945) é um cineasta brasileiro.
Neto de Luís Bianchi, filho de Rauly Bianchi e irmão de Raul Bianchi, todos fotógrafos, cuja produção ao longo de um século foi responsável pela constituição de um dos mais importantes acervos fotográficos do Brasil, com cerca de 40 mil imagens em vidro.

## Biografia
Sérgio estudou cinema em Curitiba e posteriormente em São Paulo, onde se formou na Escola de Comunicações e Artes da USP, em 1972.
Em 1979, estreou seu primeiro filme longa-metragem comercial: Maldita Coincidência. O filme é uma experiência cinematográfica de baixo-orçamento, filmada integralmente num casarão em São Paulo. A ideia do filme surgiu quando Bianchi viveu em uma casa ocupada em Londres. Com ele, moravam pessoas de todas as tribos: desde hippies, punks, imigrados de várias partes do mundo, junkies, artistas e homossexuais. A prefeitura de Londres permitia a moradia, mas não recolhia o lixo, que se acumulava no entorno da casa. O filme de Bianchi retrata esse momento, e o traz para a São Paulo do final dos anos 1970, auge da ditadura militar, em que a única opção do "underground" era o desbunde.
Em 1985, Bianchi realizaria o filme que o tornaria célebre como um cineasta de crítica mordaz à burocracia, à burrice institucional, às mazelas da sociedade brasileira: Mato Eles?. Ganhador do prêmio de melhor direção no Festival de Gramado e do Grande Prêmio do Festival de Cinema da Cidade do México, em 1985, o filme é uma denúncia da situação dos índios Xavante, Guaranis e Xetás, espremidos no meio de uma briga litigiosa entre o Grupo Slaviero, a Funai e o Governo do estado do Paraná. Expulsos de sua reserva, são obrigados à trabalhar no corte e extração de madeira de sua própria reserva, numa madeireira criada pela Funai. Nem mesmo o próprio cineasta escapa da denúncia: a cena em que o cacique guarani pergunta ao diretor "quanto dinheiro ele ganha" para filmar os índios pode ser considerada uma das mais emblemáticas do cinema brasileiro.
Em 1999, foi lançado o seu filme mais conhecido, Cronicamente Inviável, que aborda o caos social em diversas regiões e classes sociais do Brasil.
Foi homenageado com uma mostra de cinema em Nova York em 2002.
Finalmente, em 2004, dirigiu Quanto vale ou é por quilo? que traça um paralelo entre a situação do negro no Brasil, antes e após a escravidão e mostra que muito pouco mudou.
Em novembro de 2006, o cineasta retornou à sua cidade natal, onde foi homenageado com uma Mostra de seus filmes, pela primeira vez exibidos ao público conterrâneo.

## Filmografia
- 1979 - Maldita Coincidência
- 1982 - Mato Eles?
- 1988 - Romance[3]
- 1994 - A Causa Secreta
- 2000 - Cronicamente Inviável[3]
- 2005 - Quanto Vale Ou É Por Quilo?[4]
- 2009 - Os Inquilinos
- 2013 - Jogo das Decapitações